# Iōannīs Chatzīvasilīs
Iōannīs Chatzīvasilīs (in greco Ιωάννης Χατζηβασίλης?; Pafo, 26 aprile 1990) è un calciatore cipriota, centrocampista dell'Akritas Chlōrakas.

## Caratteristiche tecniche
È un esterno sinistro.

## Carriera

### Club
Ha giocato nella prima divisione cipriota.

### Nazionale
Ha giocato nella nazionale cipriota Under-21.

## Statistiche

### Presenze e reti nei club
Statistiche aggiornate al 26 agosto 2018.
| Stagione               | Squadra                | Campionato             | Campionato | Campionato | Coppe nazionali | Coppe nazionali | Coppe nazionali | Coppe continentali | Coppe continentali | Coppe continentali | Altre coppe | Altre coppe | Altre coppe | Totale | Totale | Totale |
| Stagione               | Squadra                | Comp                   | Pres       | Reti       | Comp            | Pres            | Reti            | Comp               | Pres               | Reti               | Comp        | Pres        | Reti        | Pres   | Reti   |        |
| ---------------------- | ---------------------- | ---------------------- | ---------- | ---------- | --------------- | --------------- | --------------- | ------------------ | ------------------ | ------------------ | ----------- | ----------- | ----------- | ------ | ------ | ------ |
| 2013-2014              | Omonia                 | A                      | 2          | 1          | KK              | 0               | 0               |                    | -                  | -                  |             | -           | -           | 2      | 1      |        |
| 2014-2015              | Ethnikos Achnas        | A                      | 25         | 2          | KK              | 1               | 0               |                    | -                  | -                  |             | -           | -           | 26     | 2      |        |
| 2015-2016              | Ethnikos Achnas        | A                      | 31         | 6          | KK              | 1               | 0               |                    | -                  | -                  |             | -           | -           | 32     | 6      |        |
| 2016-2017              | Ethnikos Achnas        | A                      | 29         | 5          | KK              | 2               | 0               |                    | -                  | -                  |             | -           | -           | 31     | 5      |        |
| Totale Ethnikos Achnas | Totale Ethnikos Achnas | Totale Ethnikos Achnas | 85         | 13         |                 | 4               | 0               |                    | -                  | -                  |             | -           | -           | 89     | 13     |        |
| 2017-2018              | Apollōn Limassol       | A                      | 3+2        | 0          | KK              | 0               | 0               | UEL                | 0                  | 0                  | SC          | 0           | 0           | 5      | 0      |        |
| 2018-2019              | Doxa Katōkopias        | A                      | 1          | 0          | KK              | 0               | 0               | -                  | -                  | -                  | -           | -           | -           | 1      | 0      |        |
| Totale carriera        | Totale carriera        | Totale carriera        | 93         | 14         |                 | 4               | 0               |                    | 0                  | 0                  |             | 0           | 0           | 97     | 14     |        |

## Palmarès

### Competizioni nazionali
- Coppa di Cipro: 1

Omonia: 2011-2012
- Campionato cipriota di seconda divisione: 1

Arīs Limassol: 2012-2013
- Supercoppa di Cipro: 1

Apollōn Limassol: 2017